# Korsze (gmina)
Korsze – gmina miejsko-wiejska w województwie warmińsko-mazurskim, w powiecie kętrzyńskim. W latach 1975–1998 gmina położona była w województwie olsztyńskim. Gminę Korsze utworzono 1 stycznia 1973.
Siedziba gminy to miasto Korsze.
Według Narodowego Spisu Powszechnego 31 marca 2011 gminę zamieszkiwało 10 613 osób, z czego 4644 w mieście Korsze, a 5969 – na obszarach wiejskich gminy. Natomiast według danych z 31 grudnia 2019 roku gminę zamieszkiwało 9646 osób.

## Struktura powierzchni
Według danych z roku 2002 gmina Korsze ma obszar 249,94 km², w tym:
- użytki rolne: 77%
- użytki leśne: 13%

Gmina stanowi 20,61% powierzchni powiatu.

## Demografia

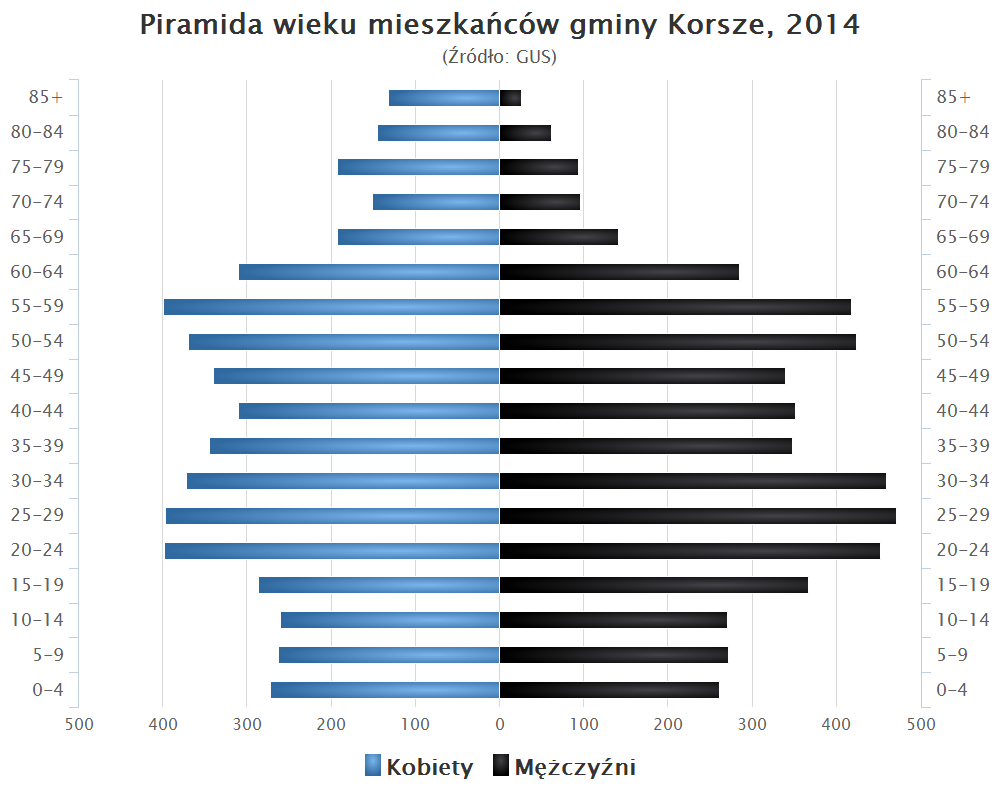
Piramida wieku mieszkańców gminy Korsze w 2014 roku

Dane z 30 czerwca 2004:
| Opis                              | Ogółem | Ogółem | Kobiety | Kobiety | Mężczyźni | Mężczyźni |
| --------------------------------- | ------ | ------ | ------- | ------- | --------- | --------- |
| jednostka                         | osób   | %      | osób    | %       | osób      | %         |
| populacja                         | 10 738 | 100    | 5349    | 49,8    | 5389      | 50,2      |
| gęstość zaludnienia (mieszk./km²) | 43     | 43     | 21,4    | 21,4    | 21,6      | 21,6      |

## Sołectwa
Babieniec, Błogoszewo, Bykowo, Dłużec Wielki, Garbno, Glitajny, Gudniki, Gudziki, Kałwągi, Karszewo, Kraskowo, Łankiejmy, Parys, Piaskowiec, Płutniki, Podlechy, Prosna, Saduny, Sajna Wielka, Sątoczno, Suśnik, Tołkiny, Warnikajmy.

## Pozostałe miejscowości
Błuskajmy Małe, Błuskajmy Wielkie, Chmielnik, Dąb, Długi Lasek, Dłużec Mały, Dubliny, Dzierżążnik, Dzikowina, Giełpsz, Głowbity, Góra, Grycewo, Kałmy, Kamień, Kaskajmy Małe, Kowalewo Duże, Kowalewo Małe, Krzemity, Łękajny, Marłuty, Nunkajmy, Olszynka, Podgórzyn, Polany, Pomnik, Równina Dolna, Równina Górna, Sajna Mała, Sarkajmy, Sątoczek, Słępy, Starynia, Stawnica, Studzieniec, Suliki, Trzeciaki, Wandajny, Wągniki, Wetyn, Wiklewo, Wiklewko, Wygoda.

## Sąsiednie gminy
Barciany, Bisztynek, Kętrzyn, Reszel, Sępopol